# Přetaktování

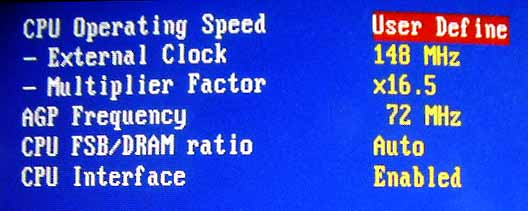
Nastavení přetaktování v BIOSu

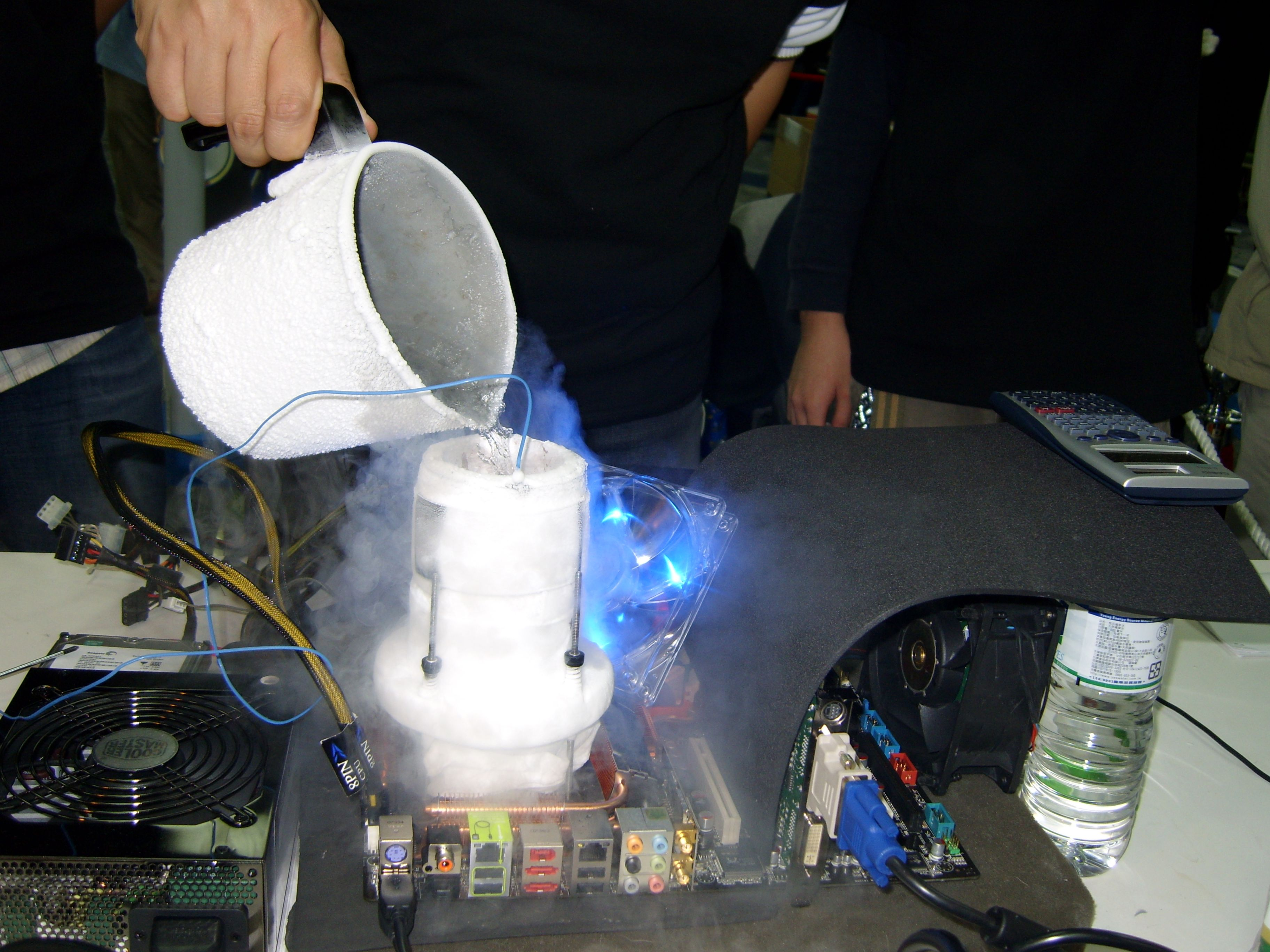
Tekutý dusík jako chladicí médium

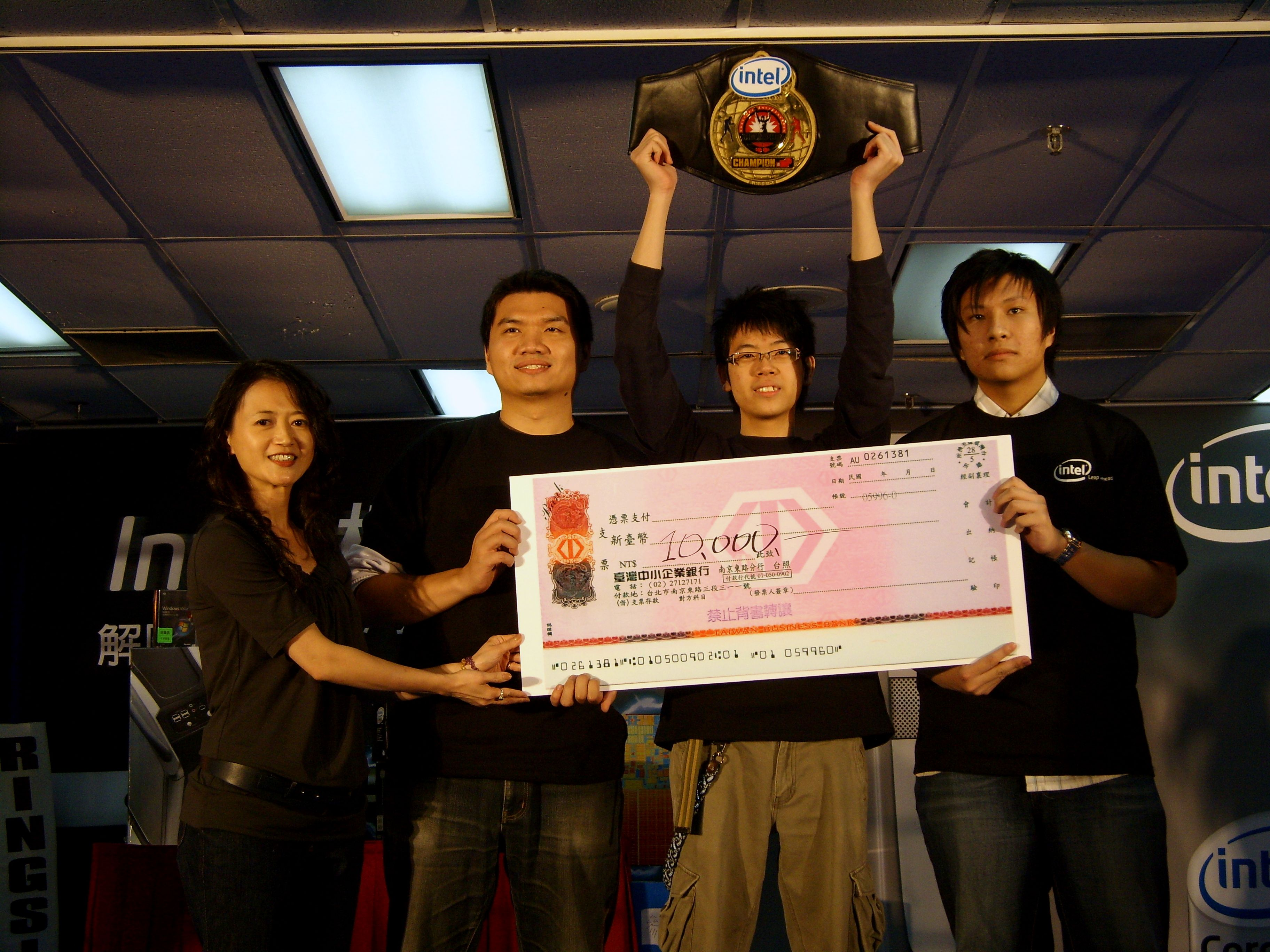
Přetaktování jako soutěžní disciplína: vítězové soutěže Intel Taiwan Overclocking Live Test

Přetaktování (anglicky overclocking) je systematická cílená činnost zaměřená na zvýšení pracovní frekvence procesoru počítače a ostatních komponentů, například grafické karty, s cílem zvýšení výkonu počítače na nejvyšší možnou míru.

## Důvody přetaktování
- (platí pro všechny křemíkové čipy): Počítačové čipy jsou vyráběny s výkonovou rezervou, která dovoluje používat je na vyšších frekvencích. Tato rezerva je z důvodů maximální bezpečnosti, aby bylo zajištěno, že komponenta bude v daných podmínkách pracovat spolehlivě. Tato rezerva je maximálně 15 % pracovní frekvence procesoru.

- Obchodní politika výrobce procesoru (resp. grafické karty). Při výrobě čipu procesoru se monokrystalický ingot křemíku rozřeže na tenké kruhovité desky – wafery. Fotolitografií se na něm vytvoří síť pravoúhlých křemíkových destiček a na nich se vytvoří struktura čipu. Po dohotovení a rozřezání waferu na čipy se zapouzdřují. Nejdůležitější vlastnost monokrystalu je jeho čistota (obsah nežádoucích příměsí – viz výroba křemíku). Obsah příměsí v ingotu není rovnoměrný. Nejčistší je uprostřed a k okraji množství nečistot přibývá. Čili zjednodušeně řečeno, různé čipy po dohotovení snesou různé zatížení. Podobně i při napařování vrstev a litografií vznikají čipy, které snesou více, a ty, které snesou méně. Obvykle se v jednom cyklu vyrábí jeden druh čipů (např. Athlon X2), ale o tom pro jakou frekvenci bude určen se rozhodne až při závěrečném testování. Pokud je na trhu zájem o nějaký čip (procesor) s nižší frekvencí (a nezájem o čipy (procesory) stejného typu pro vyšší frekvenci), použijí se na výrobu pomalejšího procesoru i čipy určené pro vyšší frekvenci. Takový čip má pak dodatečnou výkonovou rezervu, která se dá využít pro přetaktování. Na internetu kolují čísla sérií čipů vhodných na vysoké přetaktování. Zda však má procesor dodatkovou výkonovou rezervu je pro běžného koncového zákazníka jen věcí náhody.
- Jednoduché (a bezplatné) zvýšení výkonu procesoru počítače. Rozdíl v ceně mezi pomalým a rychlým procesorem může být až několikanásobný.

## Nevýhody přetaktování
- Ohrožuje stabilitu počítačové komponenty, softwaru a integrity dat. Pokud je cílem vysoká bezpečnost dat a stabilita počítače, převážně serveru, který má bez přerušení běžet velmi dlouhou dobu, používá se pro zvýšení stability přesně opačný efekt zvaný podtaktování.
- Příliš vysoké přetaktování může vést k nestabilitě počítače, častému pádu aplikací, zamrzání počítače, chybám v datech a někdy až ke zničení komponentů. Přetaktováním se také zvyšuje teplota procesoru a často i jeho příkon. Nové typy procesorů mají hranici rezervy velmi "ostrou" a obvykle se při přílišném přetaktování nenávratně zničí. Proto se při případném přetaktování musí postupovat velmi opatrně a postupně se hledá oblast, kdy začíná být systém nestabilní, což je horní hranice možného přetaktování.
- Přetaktování může vážně a nevratně poškodit hardware počítače, proto není možné ho obecně doporučit běžným uživatelům.
- Pokud výrobce počítače při reklamaci zjistí přetaktování procesoru (např. přečtením dat z BIOSu), znamená to obvykle okamžitou ztrátu záruky na celý počítač (kromě HW, který na to je z výroby uzpůsoben).

## Ekonomické aspekty přetaktování
Přestože přetaktování slouží ke zvýšení výkonu s minimálními náklady, někdy se může značně prodražit. Snahou o dosažení co nejvyššího přetaktování lidé někdy zvyšují i napětí, čímž se procesor více zahřívá a je třeba ho účinněji chladit. To znamená další náklady na výkonnější chladicí soustavu, jejíž cena může být vyšší než výkonnější procesor stejného druhu. Dnešní rozdíly v ceně procesorů jsou někdy tak malé, že už ani ekonomický aspekt není motivující, jsou však časté i případy, že cenový rozdíl mezi dvěma téměř stejně rychlými procesory je závratný.

## Nejlepší přetaktovatelný hardware
Mezi nejlepší přetaktovatelné procesory v minulosti patřily:
- Celeron 266 – díky absenci vyrovnávací paměti druhé úrovně ho bylo možné přetaktovat až na 400 MHz, čímž bylo možné dosáhnout až 50-procentní nárůst výpočetního výkonu. Díky velkým přetaktovávacím možnostem tento procesor byl schopen dosáhnout výkonu srovnatelného s výkonějšími pentii. Uživatel tudíž mohl mnoho ušetřit.
- Celeron A 333 – tento procesor bylo často možné přetaktovat až na 500 MHz, čímž bylo možné dosáhnout až 50-procentní nárůst výpočetního výkonu
- Duron 600-650 – tyto procesory bylo možné přetaktovat někdy až na více než 1 GHz, čímž bylo možné dosáhnout až 75-procentní nárůst výkonu
- Pentium Dual-Core – tyto procesory je běžně možné přetaktovat z 1,8 nebo 2,0 GHz na 2,4, 2,6 nebo až 3 GHz
- Pentium 4 (HT) (Sock. 478, později 775) – díky vyšší tepelné náročnosti se tyto procesory taktovaly hůře, než některé uvedené výše, ale i tak patří k velmi dobře taktovatelným čipům. Pentia 4 se daly přetaktovat např. z 3 GHz na 4.2 GHz se vzduchovým chlazením.[1]

Obecně se nejlépe taktují low-end procesory, hlavně procesory se sníženou velikostí vyrovnávací paměti L2 oproti plnohotnotným procesorem, přestože jejich výkon na stejné frekvenci je prakticky totožný s původními hi-end procesory, z nichž jsou odvozeny, a to za zlomek ceny, např. Celeron místo Pentium II-III-IV, K6-2 místo K6-III, Duron nebo Sempron místo Athlon / Athlon XP / Athlon 64, Pentium Dual-Core místo Intel Core 2 apod. Právě vysoká kapacita L2 cache paměti je často překážkou při přetaktování, ačkoliv její několikanásobný rozdíl v kapacitě (např. 1 MB oproti 2 nebo 4 MB) výrazně nepřispívá výkonu u většiny aplikací.